# Bažant kalij
Bažant kalij (Lophura leucomelanos), nazýván také jako bažant tmavý, je poměrně rozšířený druh z čeledi bažantovitých z rodu Lophura. Vyskytuje se v lesích a v houštinách zejména v podhůří Himálaje, od Nepálu až po západní Thajsko. Jedná se o monogamní druh.

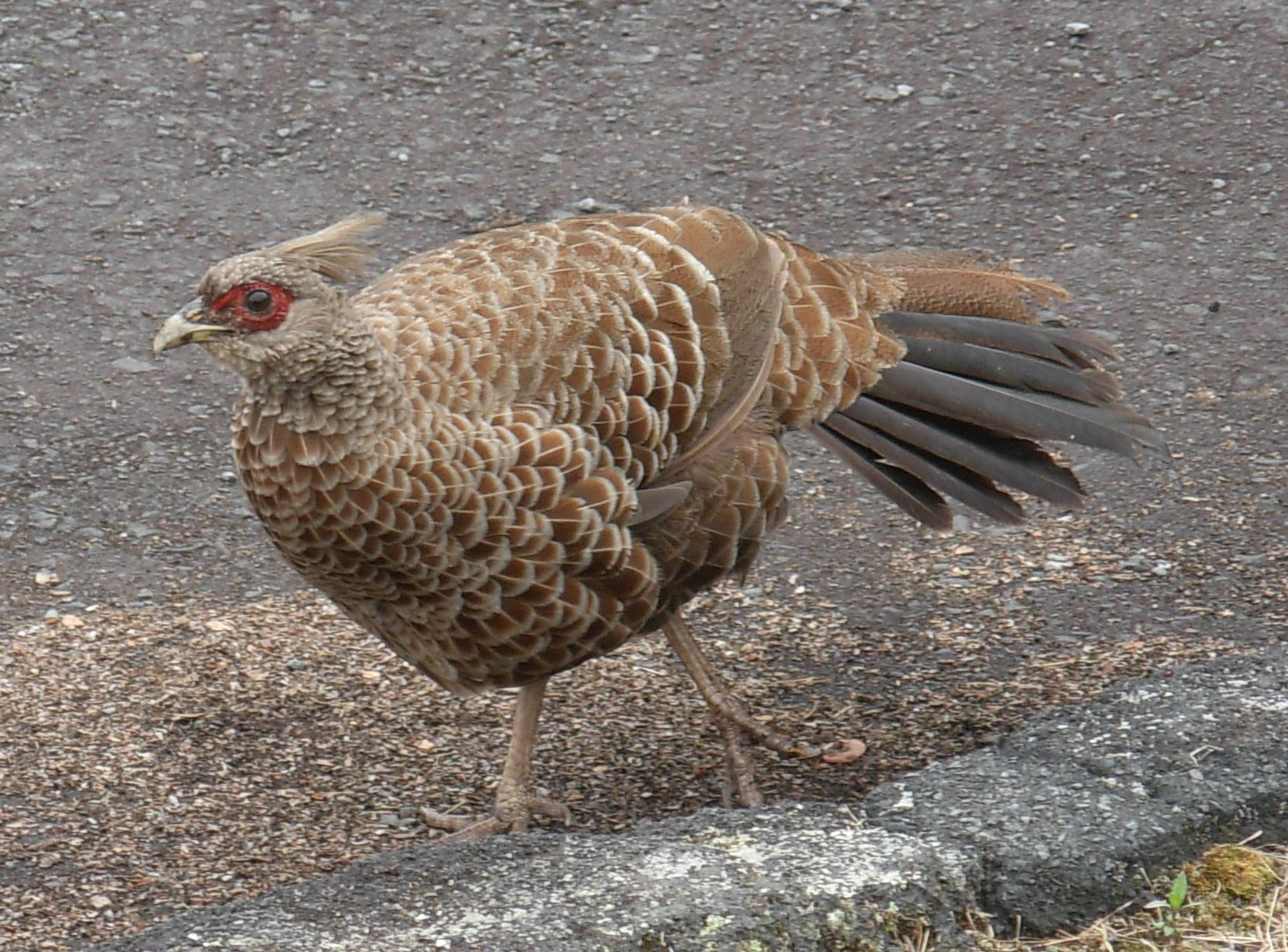
Slípka bažanta bělochocholatého

## Taxonomie
Bažanta kalije poprvé popsal Latham v roce 1970. Postupem času se začaly vyskytovat i nové poddruhy, které časem byly objeveny, proto má dnes bažant kalij celkem devět poddruhů. Jednotlivé poddruhy od sebe lze poměrně dobře rozlišit,
Je blízce příbuzný bažantu stříbrnému (Lophura nycthemera), byl prokázán výskyt vzájemných hybridů.
- Bažant bělochocholatý (L. l. hamiltoni J.E. Gray, 1829)) – západní Himálaj
- Bažant nepálský (L. l. leucomelanos (Latham, 1790)) – lesy Nepálu
- Bažant černohřbetý (L. l. melanota (Hutton, 1848)) – Sikkim a západní Bhútán
- Bažant Moffittův (L. l. moffitti (Hachisuka, 1938)) – střední Barma
- Bažant Horsfieldův (L. l. lathami (J.E. Gray, 1829)) – východní Bhútán a severní Indie a Barma
- Bažant Williamsův (L. l. williamsi (Oates, 1898)) – západní Barma
- Bažant Oatesův (L. l. oatesi (Ogilvie-Grant, 1893)) – jižní Barma
- Bažant Crawfurdův (L. l. crawfurdi (J.E. Gray, 1829)) – jihovýchodní Barma a Thajsko
- Bažant čárkovaný (L. l. lineata (Vigors, 1831)) – jižní Barma až severovýchodní Thajsko

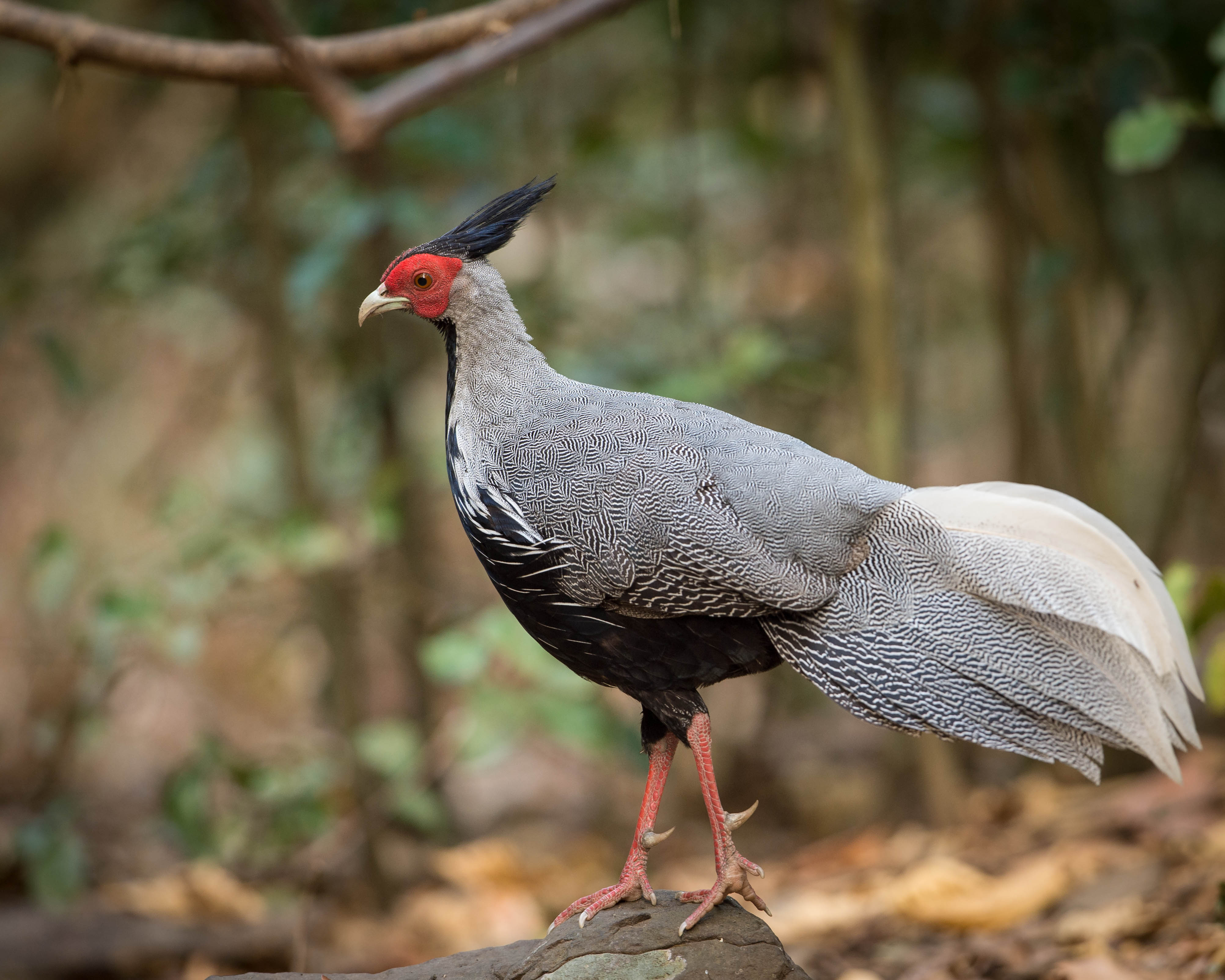
Kohout bažanta čárkovaného

## Vzhled
Jedná se o středně velký až větší druh bažanta se zřetelným pohlavním dimorfismem. Jednotlivé poddruhy se podle vzhledu dají dobře odlišit. Hmotnost jednotlivých druhů je různá, pohybuje se od 800 do 1700 g.
U bažanta bělochocholatého mají kohouti různorodé chocholky, které jsou většinou bílé nebo světle šedé. Také mají výraznou bílou náprsenku, hrudník a kostřec. Slepice jsou u tohoto poddruhu jednolitě hnědé, ocasní pera jsou trochu světlejší. V Česku je tento poddruh chován jako okrasný nejčastěji.
Kohout bažanta Horsfeildova je leskle černý se vzpřímenou chocholkou. Mírně se liší i v postavě, která je mohutnější a "oblejší". Na hřbete jsou jeho pera bíle lemovaná. Slepice jsou celohnědé s bíle lemovaným peřím. V evropských chovech tohoto bažanta potkáme jen vzácně.
Bažant nepálský je o něco větší a těžší poddruh. Kohouti mají krátkou černou chocholku, černé tělo a místy bílé žíhání. Slepice jsou tmavě hnědé. V evropských chovech se vyskytuje jen vzácně.
Bažant čárkovaný je naopak o něco lehčí a menší, než jiné druhy. Kohouti mají na svrchní části těla těsně natěsnané proužky, které mohou vytvářet iluzi celošedého těla. Ve skutečnosti je ale podklad černý a proužky šedé. Slípky jsou žlutohnědé s tmavě hnědou chocholkou.
U bažanta černohřbetého jsou kohouti na vrchní části těla modro-šedí. Chocholka je černá. Slepice jsou celohnědé s bílým hrdlem. i tento poddruh se v evropských chovech vyskytuje jen vzácně.
Kohout nejmladšího z poddruhů, bažanta Moffittova, má celočerné tělo s namodralým odleskem. Velikostně se řadí mezi spíše mezi větší bažanty a je podobný bažantu Horsfieldovu. Slípky jsou hnědé se skvrnitým krkem. Tento druh se v zajetí vůbec nechová.
Kohout bažanta Oatesova má celočerné tělo s oblastmi, kde je peří bílé lemované. Slepice je rezavá až hnědá s proužky na bocích.
Bažant Williamsův je jeden z menších poddruhů. Kohout je celočerný, ale na zádech má jeho peří modrý odlesk. Ocas je řídce-bíle pruhovaný. Slípky jsou světle hnědé.
Bažant Crawfurdův je asi nejlépe rozeznatelný druh. Výrazné jsou především červené nohy u slípek i kohoutů a krátký ocas. Kohouti mají hřbet šedý, slípky tmavě hnědý, Mají také bílé pruhování.

## Ekologie
V přirozené oblasti výskytu je poměrně hojný a široce rozšířený, východní poddruhy (oatesi, lineata a crawfurdi) jsou však považovány za ohrožené a moffitti je v přírodě téměř neznámý.
Byl také dovezen na Havaj, kde zdivočel a je považován za invazní druh.
Slípky snáší poměrně velkou snůšku: 6 až 9 vajec. Inkubace trvá asi po dobu tří týdnů a provádí ji pouze samice.